# Ye Ji-won
Ye Ji-won es una actriz surcoreana.

## Biografía
A finales de noviembre de 2021 se anunció que había dado positivo para COVID-19 después de cruzar camino con una persona que había dado positivo durante un evento, por lo que se encontraba recibiendo el tratamiento adecuado.

## Carrera
Es miembro de la agencia The Queen AMC.
Es conocida por su papel principal en el exitoso sitcom Old Miss Diary, y sus interpretaciones más serias en Hong sang-soo y las películas Turning Gate y Ha Ha Ha.
El 5 de julio de 2019 se unió al elenco principal de la serie Love Affairs in the Afternoon donde dio vida a Choi Soo-ah, hasta el final de la serie el 24 de agosto del mismo año. La serie es el remake de la serie japonesa Hirugao: Love Affairs in the Afternoon.
El 2 de noviembre de 2019 se unió al elenco de la serie Never Twice (también conocida como No Second Chance) donde dio vida a Bang Eun-ji, hasta el término de la serie el 7 de marzo de 2020.
En octubre de 2020 se unió al elenco recurrente de la serie Do Do Sol Sol La La Sol donde interpretó a Jin Ha-young, la dueña de un salón de belleza y madre de Jin Ha-young (Shin Eun-soo), hasta el término de la serie el 27 de noviembre del mismo año.
En agosto de 2021 se anunció que se había unido al elenco de la serie Taejong Yi Bang Won donde dará vida a la Reina Sindeok Kang, la primera Reina de Joseon. Una descendiente de una familia noble, que pudo ascender a la posición de reina después de un fatídico encuentro con Lee Seong-gye, quien eventualmente se convertiría en el Rey Taejo.

## Filmografía

### Series de televisión
| Año     | Título                             | Personaje               | Canal     | Notas                       |
| ------- | ---------------------------------- | ----------------------- | --------- | --------------------------- |
| 2000    | Tough Guy's Love                   | Yoon Jung-hee           | KBS2      |                             |
| 2000    | Juliet's Man                       | Chae-rin                | SBS       |                             |
| 2001    | Girls' High School Days            | Ye Ji-won               | SBS       |                             |
| 2002    | Bad Girls                          | Oh Jung-hwa             | SBS       |                             |
| 2004    | Old Miss Diary                     | Choi Mi-ja              | KBS2      |                             |
| 2007    | Evasive Inquiry Agency             | Jung Hee-kyung          | KBS2      |                             |
| 2010    | More Charming by the Day           | Im Ji-won               | MBC       |                             |
| 2012    | Tasty Life                         | Oh Jin-joo              | SBS       |                             |
| 2013    | Dating Agency: Cyrano              | Lee Hae-shim            | tvN       | (invitada, episodios 10-12) |
| 2013    | Drama Special "Chagall's Birthday" | Eun-ha                  | KBS2      |                             |
| 2014    | Naeil's Cantabile                  | Song Mi-na              | KBS2      |                             |
| 2015    | The Producers                      | Go Yang-mi              | KBS2      |                             |
| 2016    | Page Turner                        | Mamá de Yoo-seul        | KBS2      |                             |
| 2016    | Another Oh Hae-young               | Park Soo-kyung          | tvN       |                             |
| 2016    | Listen to Love                     | Eun Ah-Ra               | JTBC      |                             |
| 2017    | Introvert Boss                     | Dang Yoo-hee            | tvN       |                             |
| 2018    | Should We Kiss First?              | Lee Mi-ra               | SBS       |                             |
| 2018    | 30 but 17                          | -                       | SBS       |                             |
| 2018    | The Beauty Inside                  | Ella Misma              | JTBC      | ep. 1                       |
| 2019    | Love Affairs in the Afternoon      | Choi Soo-ah             | Channel A |                             |
| 2019-20 | Never Twice                        | Bang Eun-ji             | MBC       |                             |
| 2020    | Hospital Playlist                  | Hermana de Ahn Jung-won | tvN       |                             |
| 2020    | Shall We Eat Dinner Together?      | Nam Ah-young            | MBC       |                             |
| 2020    | Do Do Sol Sol La La Sol            | Jin Sook-kyung          | KBS2      |                             |
| 2022    | Taejong Yi Bang Won                | Reina Sindeok Kang      | KBS1      |                             |
| 2023    | Brain Cooperation                  | Kim Mo-ran              | KBS2      | [ 13 ] [ 14 ] [ 15 ]        |
| 2023    | The Heavenly Idol                  | Im Sun-ja               | tvN       | [ 16 ]                      |

### Películas
| año  | título                                          | rol                                       |
| ---- | ----------------------------------------------- | ----------------------------------------- |
| 1996 | Mulberry                                        | An-hyeop                                  |
| 2000 | Anarchists                                      | Fumiko Kaneko                             |
| 2000 | Lovers                                          |                                           |
| 2002 | On the Occasion of Remembering the Turning Gate | Myung-sook                                |
| 2002 | 2424                                            | Jo Kwang-ja                               |
| 2003 | The First Amendment of Korea                    | Go Eun-bi                                 |
| 2003 | Father's Secret                                 | Yoo-jung                                  |
| 2004 | So Cute                                         | Soon-yi                                   |
| 2006 | Old Miss Diary - Movie                          | Choi Mi-ja                                |
| 2007 | Meet Mr. Daddy                                  | Ha Seon-young                             |
| 2007 | Femme Fatal                                     | Ji-won                                    |
| 2008 | What Happened Last Night?                       | Yoo-jin                                   |
| 2008 | Boy Meets Boy (short film)                      | hada (Cupido)                             |
| 2009 | After the Banquet (telecinema)                  | Lee Yoo-ri                                |
| 2010 | Ha Ha Ha                                        | Ahn Yeon-joo                              |
| 2011 | Hanji                                           | Hyo-kyung                                 |
| 2011 | The Kick                                        | Yun Mi-ja                                 |
| 2012 | The Heaven is Only Open to the Single!          | novia del director de la película (cameo) |
| 2012 | The Winter of the Year Was Warm                 | Yoo-jung                                  |
| 2013 | Nobody's Daughter Haewon                        | Yeon-joo                                  |
| 2013 | Boomerang Family                                | Han Soo-ja                                |
| 2013 | Our Sunhi                                       | Joo-hyun                                  |
| 2014 | Invitation                                      | Jang Hyun-jae                             |
| 2015 | Revivre                                         | maestra de baile (cameo)                  |
| 2019 | Homme Fatale                                    | Nan Seol                                  |

### Espectáculos de variedades
| Año  | Título                                          | Red     | Notas                   |
| ---- | ----------------------------------------------- | ------- | ----------------------- |
| 2008 | Aquí Viene señorita de Oro                      | SBS     | Miembro de reparto      |
| 2008 | 화가들의 천국, 퐁피두에 가다                    | KBS1    |                         |
| 2011 | Chuseok Par de Estrella especial Historia Mejor | SBS     | Anfitriona              |
| 2012 | Saturday Night Live Korea                       | tvN     | Anfitriona (2012-01-21) |
| 2012 | Danza con las Estrellas: Estación 2             | MBC     | participante            |
| 2013 | Actores de Club de la charla                    | MBC     | Anfitriona              |
| 2013 | Grande En-Leyes                                 | jTBC    |                         |
| 2013 | Law of the Jungle in Micronesia                 | SBS     | Miembro de reparto      |
| 2014 | Law of the Jungle in Brasil                     | SBS     | Miembro de reparto      |
| 2016 | Law of the Jungle in Mongolia                   | SBS     | Miembro de reparto      |
| 2018 | Busted!                                         | Netflix | invitada (ep. 1)        |

### Anuncios
| Año  | Título | Notas                                                                         |
| ---- | ------ | ----------------------------------------------------------------------------- |
| 2016 | LG G5  | junto a Ko Chang-seok, Kim Sang-ho, Jo Jae-yoon, Moon Jeong-hee y Kim Hee-won |

## Teatro
| Año  | Título                             | Función    |
| ---- | ---------------------------------- | ---------- |
| 2001 | Los monólogos de la vagina         |            |
| 2001 | The Rocky Horror Show              |            |
| 2011 | Midsummer (Un juego con canciones) | Helena     |
| 2012 | Personas torpes                    | Yoo Hwa-yi |
| 2013 | Resurrección                       |            |
| 2014 | Por favor, cuida de mamá           | Hija       |

## Premios y nominaciones
| Año  | Premio                        | Categoría                                                    | Trabajo nominado                    | Resultado |
| ---- | ----------------------------- | ------------------------------------------------------------ | ----------------------------------- | --------- |
| 2002 | 10th Chunsa Film Art Awards   | mejor actriz de reparto                                      | Girando Puerta                      | Ganadora  |
| 2005 | KBS Entertainment Awards      | Premio de popularidad                                        | Diario de señorita vieja            | Ganadora  |
| 2007 | 8th Busan Film Critics Awards | mejor actriz                                                 | Diario de señorita vieja - Película | Ganadora  |
| 2007 | 44th Grand Bell Awards        | mejor actriz                                                 | Diario de señorita vieja - Película | Nominada  |
| 2012 | Dancing with the Stars: 2     | Tercer lugar                                                 | [NA]: {{{1}}}                       | Ganadora  |
| 2013 | KBS Drama Awards              | mejor actriz en un drama Especial                            | Chagall Cumpleaños                  | Nominada  |
| 2014 | 50th Baeksang Arts Awards     | mejor actriz de reparto                                      | Nuestro Sunhi                       | Nominada  |
| 2016 | 5th APAN Star Awards          | mejor actriz de reparto                                      | Otra Oh Hae-young                   | Ganadora  |
| 2016 | tvN10 Awards                  | premio ladrón de escena, Actriz                              | Otra Oh Hae-young                   | Nominada  |
| 2016 | tvN10 Awards                  | Premio mejor Beso con Kim Ji-seok                            | Otra Oh Hae-young                   | Nominada  |
| 2018 | 54th Baeksang Arts Award      | Mejor Actriz de Reparto                                      | Should We Kiss First?               | Ganadora  |
| 2018 | 2nd Seoul Award               | Mejor Actriz de Reparto Secundario en Drama                  | Should We Kiss First? y 30 but 17   | Nominada  |
| 2018 | SBS Drama Award               | Mejor Actriz de Reparto Secundario                           | Should We Kiss First?               | Ganadora  |
| 2019 | 2019 MBC Drama Award          | Top Excellence Award for an Actress in a Daily Weekend Drama | No Second Chance                    | Ganadora  |
| 2020 | 34th KBS Drama Awards         | Supporting Actress Award – Miniseries                        | Do Do Sol Sol La La Sol             | Ganadora  |